# Solmaris corona
Solmaris corona är en nässeldjursart som först beskrevs av Wilhelm Moritz Keferstein och Ernst Ehlers 1861.  Solmaris corona ingår i släktet Solmaris och familjen Solmarisidae. Det är osäkert om arten förekommer i Sverige. Inga underarter finns listade i Catalogue of Life.